# Шишмакова, Анастасия Олеговна
Анастасия Олеговна Шишмакова (род. 22 февраля 2000, Северск, Томская область) — член сборной России по художественной гимнастике, двукратная абсолютная чемпионка мира. Абсолютная чемпионка Европы, победительница европейских игр в упражнении с пятью мячами.
Трёхкратная чемпионка мира по художественной гимнастике (дважды в 2019, единожды в 2018). Заслуженный мастер спорта России, мастер спорта России международного класса.